# Suiza en el Festival de la Canción de Eurovisión 2022
Suiza participó en el LXVI Festival de la Canción de Eurovisión, que se celebró en Turín, Italia del 10 al 14 de mayo de 2022, tras la victoria de Måneskin con la canción «Zitti e buoni». La SRG SSR, encargada de la participación helvética en el festival, decidió utilizar un método de selección interna para elegir su representante en el festival eurovisivo, anunciando como representante al cantante Marius Bear con la balada clásica de reminenscias jazz «Boys Do Cry».
Suiza pasó completamente desapercibida entre las casas de apuestas, cayendo varios puestos tras los ensayos y las semifinales, aunque finalmente, en la primera semifinal lograría clasificarse tras ubicarse en el 9° lugar con 118 puntos. Cuatro días más tarde, en la gran final, Marius Bear finalizaría solamente en la 17.ª posición con 78 puntos, puntuación recibida completamente del jurado, dándole al país su peor resultado en los últimos 3 años.

## Historia de Suiza en el Festival
Suiza es uno de los países fundadores del festival, debutando en 1956. Suiza ha participado en 61 ocasiones en el festival, siendo uno de los países que más veces ha participado en el concurso. Suiza ha logrado vencer en dos ocasiones el festival: la primera fue precisamente en el primer concurso de la historia, en 1956 con Lys Assia con la canción «Refrain». La segunda vez sucedió en 1986 con la entonces desconocida Céline Dion y la canción «Ne partez pas sans moi». A pesar de que Suiza es considerado como uno de los países clásicos del festival, es considerado como uno de los países menos exitosos del festival en la «era contempóranea», habiéndose clasificado a la gran final en seis ocasiones desde 2004, con solo 3 participaciones dentro de los mejores 10 del concurso.
En 2021, el artista seleccionado internamente, Gjon's Tears, terminó en 3° lugar con 432 puntos en la gran final, con el tema «Tout l'Univers».

## Representante para Eurovisión

### Elección Interna
En el verano de 2021, Suiza confirmó que por tercera ocasión utilizaría su método de selección interna para elegir a su representante en el Festival de Eurovisión de 2022, tras el éxito de sus dos resultados previos. El 16 de junio de 2021, la SRF publicó su reglamento para su método de selección. El proceso de recepción se abrió el 1 de septiembre y fue cerrado el 15 del mismo mes. La canción fue seleccionada por dos paneles: uno compuesto por 100 personas espectadores del festival y 23 jurados profesionales, siendo revelados los miembros de este último en diciembre de 2021:
| - Gore Melian - Julian le Play - PÆNDA - Alexey Gross - Ludmila Kuts - Argyro Christodoulides | - Anders Øhrstrøm - Tinkara Kovač - Karl-Ander Reismann - Amie Borgar - Samuli Väänänen - Helga Möller | - Deivydas Zvonkus - Ovidiu Jacobsen - Florent Luyckx - Gordon Groothedde - Grzegorz Urban - Mark De-Lisse | - Pete Watson - Milan Havrda - Ilinca - Henrik Johnsson - Maria Marcus |

El 1 de marzo fue confirmado por la SRF que la canción seleccionada sería anunciada una semana después. Finalmente, el 8 de marzo se confirmó al cantante Marius Bear como el representante suizo en el festival de Turín 2022 con el tema «Boys Do Cry», una balada clásica con toques jazz compuesta por el propio Marius junto a Martin Gallop. La canción fue publicada junto a su videoclip en el canal oficial del festival de YouTube.

## En Eurovisión
De acuerdo a las reglas del festival, todos los concursantes iniciaron desde las semifinales, a excepción del anfitrión (en este caso, Italia) y el Big Five compuesto por Alemania, España, Francia, la misma Italia y Reino Unido. En el sorteo realizado el 25 de enero de 2022, Suiza fue sorteada en la primera semifinal del festival. En este mismo sorteo, se determinó que participaría en la primera mitad de la semifinal (posiciones 1-9). Semanas después, ya conocidos los artistas y sus respectivas canciones participantes, la producción del programa dio a conocer el orden de actuación, determinando que el país participaría en la cuarta posición, precedida por Lituania y seguida de Eslovenia.
El festival se transmitió como es tradición en los 3 idiomas mayoritarios del país: en alemán fue comentada por Sven Epiney por decimocuarta ocasión, en francés por Jean-Marc Richard y Nicolas Tanner en las semifinales y por Richard junto a Gjon's Tears en la gran final. En italiano, los comentarios corrieron por parte de Clarissa Tami y Francesca Margiotta en la primera semifinal, por Tami y Boris Piffaretti en la segunda semifinal y por estos 3 en la gran final.

### Semifinal 1

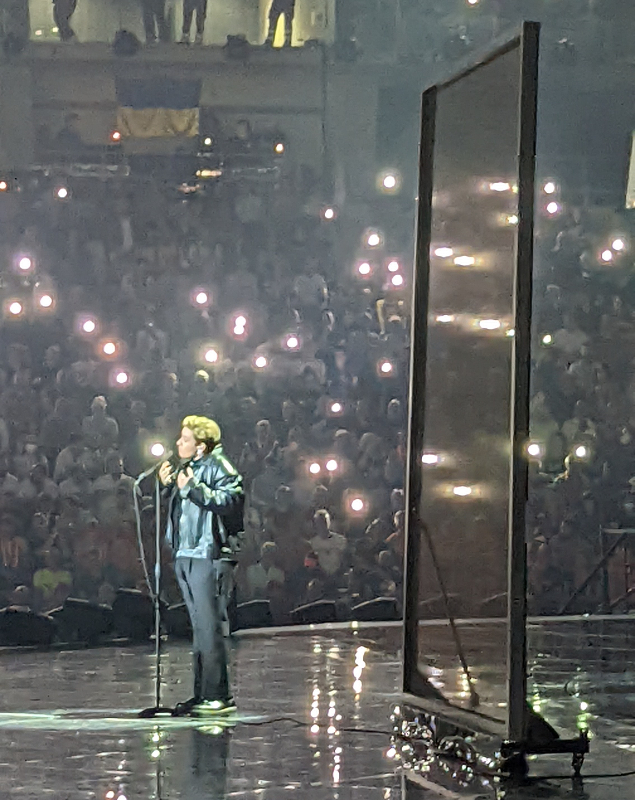
Marius Bear durante la primera semifinal

Marius Bear tomó parte de los ensayos los días 30 de abril y 4 de mayo así como de los ensayos generales con vestuario de la primera semifinal los días 9 y 10 de mayo. El ensayo general de la tarde del 9 fue tomado en cuenta por los jurados profesionales para emitir sus votos, que representaron el 50% de los puntos. Suiza se presentó en la posición 4, detrás de Eslovenia y por delante de Lituania.
La actuación suiza tuvo como directora creativa a Sacha Jean-Baptiste. La presentación tuvo a Marius actuando solo sobre el escenario vistiendo una chaqueta de cuero con camisa y pantalones de color negro. Con ayuda de un proyector y una pantalla cuadrada a lado de él, se reproducían imágenes sencillas que permitían contar la historia de la canción y con un juego de luces completamente sencillo e intimista acorde al estilo de la canción mientras el escenario permaneció en penumbra.
Al final del show, Suiza fue anunciada como uno de los 10 países finalistas. Los resultados revelados una vez terminado el festival, posicionaron a Suiza en noveno lugar de la semifinal con un total de 118 puntos, habiendo obtenido la quinta posición del jurado profesional con 107 puntos (incluyendo los 12 puntos del jurado de Bulgaria) y el 16° lugar en la votación del televoto con 11 puntos. Este se convirtió en el tercer pase consecutivo a la final para el país helvético.

### Final
Durante la rueda de prensa de los ganadores de la primera semifinal, se realizó el sorteo en el que se decidió en que mitad participaría cada finalista. Suiza fue sorteada para participar en la primera mitad de la final (posiciones 1-13). El orden de actuación revelado durante la madrugada del viernes 21 de mayo, decidió que Suiza debía actuar en la posición 5 por delante de Finlandia y detrás de Francia. Marius Bear tomó parte de los ensayos generales con vestuario de la final los días 13 y 14 de mayo. El ensayo general de la tarde del 13 fue tomado en cuenta por los jurados profesionales para emitir sus votos, que representaron el 50% de los puntos.
Durante la votación final, Suiza se colocó en 12° lugar en la votación del jurado profesional con 78 puntos. Posteriormente se anunció su puntuación en la votación del televoto: el último lugar con 0 puntos. En la sumatoria final, Suiza finalizó en 17.ª posición con 78 puntos.

### Votación

#### Puntuación a Suiza

##### Semifinal 1
| Jurado                         | Jurado                                     | Jurado               | Jurado                   | Jurado                                             |
| 12 puntos                      | 10 puntos                                  | 8 puntos             | 7 puntos                 | 6 puntos                                           |
| ------------------------------ | ------------------------------------------ | -------------------- | ------------------------ | -------------------------------------------------- |
| - Bulgaria                     | - Lituania - Moldavia                      |                      | - Austria - Países Bajos | - Albania - Croacia - Dinamarca - Italia - Ucrania |
| 5 puntos                       | 4 puntos                                   | 3 puntos             | 2 puntos                 | 1 punto                                            |
| - Armenia - Francia - Islandia | - Eslovenia - Letonia - Noruega - Portugal |                      |                          |                                                    |
| Televoto                       |                                            |                      |                          |                                                    |
| 12 puntos                      | 10 puntos                                  | 8 puntos             | 7 puntos                 | 6 puntos                                           |
|                                |                                            |                      |                          |                                                    |
| 5 puntos                       | 4 puntos                                   | 3 puntos             | 2 puntos                 | 1 punto                                            |
|                                |                                            | - Austria - Lituania | - Países Bajos           | - Armenia - Dinamarca - Islandia                   |

##### Final
| Jurado                          | Jurado         | Jurado             | Jurado                                          | Jurado                                                                    |
| 12 puntos                       | 10 puntos      | 8 puntos           | 7 puntos                                        | 6 puntos                                                                  |
| ------------------------------- | -------------- | ------------------ | ----------------------------------------------- | ------------------------------------------------------------------------- |
|                                 | - Países Bajos |                    | - Bulgaria - Lituania - Moldavia                | - República Checa - Ucrania                                               |
| 5 puntos                        | 4 puntos       | 3 puntos           | 2 puntos                                        | 1 punto                                                                   |
| - Eslovenia - Polonia - Rumania |                | - Italia - Letonia | - Alemania - Dinamarca - Portugal - Reino Unido | - Austria - Croacia - España - Macedonia del Norte - Noruega - San Marino |
| Televoto                        |                |                    |                                                 |                                                                           |
| 12 puntos                       | 10 puntos      | 8 puntos           | 7 puntos                                        | 6 puntos                                                                  |
|                                 |                |                    |                                                 |                                                                           |
| 5 puntos                        | 4 puntos       | 3 puntos           | 2 puntos                                        | 1 punto                                                                   |
|                                 |                |                    |                                                 |                                                                           |

#### Votación realizada por Suiza
| Puntos    | Jurado       | Televoto     |
| --------- | ------------ | ------------ |
| 12 puntos | Países Bajos | Portugal     |
| 10 puntos | Grecia       | Ucrania      |
| 8 puntos  | Ucrania      | Albania      |
| 7 puntos  | Noruega      | Moldavia     |
| 6 puntos  | Islandia     | Croacia      |
| 5 puntos  | Dinamarca    | Armenia      |
| 4 puntos  | Portugal     | Austria      |
| 3 puntos  | Lituania     | Lituania     |
| 2 puntos  | Letonia      | Países Bajos |
| 1 punto   | Armenia      | Islandia     |

| Puntos    | Jurado       | Televoto    |
| --------- | ------------ | ----------- |
| 12 puntos | Grecia       | Serbia      |
| 10 puntos | Países Bajos | Ucrania     |
| 8 puntos  | España       | Italia      |
| 7 puntos  | Suecia       | Portugal    |
| 6 puntos  | Reino Unido  | España      |
| 5 puntos  | Portugal     | Reino Unido |
| 4 puntos  | Australia    | Moldavia    |
| 3 puntos  | Ucrania      | Suecia      |
| 2 puntos  | Italia       | Alemania    |
| 1 punto   | Noruega      | Polonia     |

##### Desglose
El jurado suizo estuvo compuesto por:
- Anna Känzig
- Elias Bertini
- Sandro Dietrich
- Veronica Tracchia
- Yvan Franel

| Semifinal 1 | Semifinal 1  | Semifinal 1                | Semifinal 1                | Semifinal 1                | Semifinal 1                | Semifinal 1                | Semifinal 1                | Semifinal 1                | Semifinal 1                | Semifinal 1                |
| N.º         | País         | Jurado                     | Jurado                     | Jurado                     | Jurado                     | Jurado                     | Jurado                     | Jurado                     | Televoto                   | Televoto                   |
| N.º         | País         | Jurado A                   | Jurado B                   | Jurado C                   | Jurado D                   | Jurado E                   | Ranking                    | Puntos                     | Ranking                    | Puntos                     |
| ----------- | ------------ | -------------------------- | -------------------------- | -------------------------- | -------------------------- | -------------------------- | -------------------------- | -------------------------- | -------------------------- | -------------------------- |
| 01          | Albania      | 12                         | 16                         | 16                         | 16                         | 13                         | 16                         |                            | 3                          | 8                          |
| 02          | Letonia      | 9                          | 1                          | 13                         | 13                         | 12                         | 9                          | 2                          | 14                         |                            |
| 03          | Lituania     | 10                         | 5                          | 6                          | 10                         | 5                          | 8                          | 3                          | 8                          | 3                          |
| 04          | Suiza        | -------------------------- | -------------------------- | -------------------------- | -------------------------- | -------------------------- | -------------------------- | -------------------------- | -------------------------- | -------------------------- |
| 05          | Eslovenia    | 14                         | 13                         | 11                         | 6                          | 16                         | 13                         |                            | 16                         |                            |
| 06          | Ucrania      | 6                          | 9                          | 10                         | 2                          | 1                          | 3                          | 8                          | 2                          | 10                         |
| 07          | Bulgaria     | 15                         | 11                         | 9                          | 11                         | 15                         | 14                         |                            | 15                         |                            |
| 08          | Países Bajos | 1                          | 4                          | 1                          | 1                          | 3                          | 1                          | 12                         | 9                          | 2                          |
| 09          | Moldavia     | 8                          | 10                         | 15                         | 14                         | 7                          | 12                         |                            | 4                          | 7                          |
| 10          | Portugal     | 11                         | 15                         | 2                          | 3                          | 14                         | 7                          | 4                          | 1                          | 12                         |
| 11          | Croacia      | 13                         | 6                          | 8                          | 8                          | 9                          | 11                         |                            | 5                          | 6                          |
| 12          | Dinamarca    | 2                          | 8                          | 4                          | 12                         | 11                         | 6                          | 5                          | 13                         |                            |
| 13          | Austria      | 16                         | 12                         | 14                         | 15                         | 10                         | 15                         |                            | 7                          | 4                          |
| 14          | Islandia     | 7                          | 7                          | 5                          | 4                          | 6                          | 5                          | 6                          | 10                         | 1                          |
| 15          | Grecia       | 3                          | 2                          | 3                          | 5                          | 4                          | 2                          | 10                         | 12                         |                            |
| 16          | Noruega      | 4                          | 3                          | 12                         | 9                          | 2                          | 4                          | 7                          | 11                         |                            |
| 17          | Armenia      | 5                          | 14                         | 7                          | 7                          | 8                          | 10                         | 1                          | 6                          | 5                          |

| Final | Final           | Final                      | Final                      | Final                      | Final                      | Final                      | Final                      | Final                      | Final                      | Final                      |
| N.º   | País            | Jurado                     | Jurado                     | Jurado                     | Jurado                     | Jurado                     | Jurado                     | Jurado                     | Televoto                   | Televoto                   |
| N.º   | País            | Jurado A                   | Jurado B                   | Jurado C                   | Jurado D                   | Jurado E                   | Ranking                    | Puntos                     | Ranking                    | Puntos                     |
| ----- | --------------- | -------------------------- | -------------------------- | -------------------------- | -------------------------- | -------------------------- | -------------------------- | -------------------------- | -------------------------- | -------------------------- |
| 01    | República Checa | 11                         | 12                         | 4                          | 22                         | 21                         | 11                         |                            | 24                         |                            |
| 02    | Rumania         | 23                         | 21                         | 15                         | 21                         | 23                         | 24                         |                            | 17                         |                            |
| 03    | Portugal        | 21                         | 1                          | 12                         | 1                          | 20                         | 6                          | 5                          | 4                          | 7                          |
| 04    | Finlandia       | 15                         | 22                         | 19                         | 23                         | 16                         | 21                         |                            | 14                         |                            |
| 05    | Suiza           | -------------------------- | -------------------------- | -------------------------- | -------------------------- | -------------------------- | -------------------------- | -------------------------- | -------------------------- | -------------------------- |
| 06    | Francia         | 20                         | 23                         | 18                         | 20                         | 13                         | 20                         |                            | 20                         |                            |
| 07    | Noruega         | 13                         | 14                         | 6                          | 9                          | 9                          | 10                         | 1                          | 12                         |                            |
| 08    | Armenia         | 8                          | 13                         | 14                         | 10                         | 19                         | 14                         |                            | 16                         |                            |
| 09    | Italia          | 5                          | 3                          | 7                          | 12                         | 10                         | 9                          | 2                          | 3                          | 8                          |
| 10    | España          | 16                         | 7                          | 1                          | 4                          | 3                          | 3                          | 8                          | 5                          | 6                          |
| 11    | Países Bajos    | 3                          | 4                          | 11                         | 2                          | 4                          | 2                          | 10                         | 13                         |                            |
| 12    | Ucrania         | 10                         | 6                          | 10                         | 3                          | 5                          | 8                          | 3                          | 2                          | 10                         |
| 13    | Alemania        | 18                         | 20                         | 21                         | 15                         | 24                         | 22                         |                            | 9                          | 2                          |
| 14    | Lituania        | 17                         | 9                          | 8                          | 13                         | 11                         | 13                         |                            | 15                         |                            |
| 15    | Azerbaiyán      | 12                         | 15                         | 22                         | 5                          | 12                         | 12                         |                            | 22                         |                            |
| 16    | Bélgica         | 24                         | 16                         | 17                         | 14                         | 15                         | 19                         |                            | 21                         |                            |
| 17    | Grecia          | 1                          | 2                          | 2                          | 7                          | 7                          | 1                          | 12                         | 19                         |                            |
| 18    | Islandia        | 14                         | 8                          | 13                         | 11                         | 17                         | 15                         |                            | 23                         |                            |
| 19    | Moldavia        | 22                         | 24                         | 20                         | 24                         | 14                         | 23                         |                            | 7                          | 4                          |
| 20    | Suecia          | 4                          | 11                         | 3                          | 8                          | 2                          | 4                          | 7                          | 8                          | 3                          |
| 21    | Australia       | 2                          | 10                         | 5                          | 18                         | 6                          | 7                          | 4                          | 18                         |                            |
| 22    | Reino Unido     | 6                          | 5                          | 9                          | 6                          | 1                          | 5                          | 6                          | 6                          | 5                          |
| 23    | Polonia         | 9                          | 19                         | 16                         | 16                         | 18                         | 18                         |                            | 10                         | 1                          |
| 24    | Serbia          | 7                          | 18                         | 24                         | 19                         | 22                         | 16                         |                            | 1                          | 12                         |
| 25    | Estonia         | 19                         | 17                         | 23                         | 17                         | 8                          | 17                         |                            | 11                         |                            |